# Hirschenwies
Hirschenwies je vesnice a katastrální území v obci Moorbad Harbach v okrese Gmünd v Dolním Rakousku. 

## Historie
První písemná zmínka o této vsi pochází z roku 1614, kdy byla uvedena jako „Hirschenwiess im Freywalt“. Byl zde rozvinutý sklářský průmysl, ve kterém pracovali též skláři a brusiči skla ze sousedních Čech. Největší sklářskou firmou byla  firma Karl Wanicek založená v roce 1886. 

## Turismus
Je zde přeshraniční propojení s názvem Lukov – Hirschenwies (cyklotrasa Via Verde). Na jihovýchodě katastrálního území Hirschenwies je hora Nebelstein (1017 m n. m.), včetně chaty Nebelsteinhütte.